# 螢火之森
《螢火之森》（日语：蛍火の杜へ；直譯為「走進螢火之森」）是日本漫畫家綠川幸创作的单篇漫畫作品。於2002年7月在白泉社漫画杂志《LaLa DX》刊載。2003年7月發行短篇集单行本，單行本还額外收錄了4则綠川幸所繪的单篇故事。
2011年9月被改編為44分钟的劇場版動畫，由大森貴弘执导，配音方面启用了内山昂辉与佐仓绫音，配乐由吉森信负责。《萤火之森》于9月17日在日本开映，一个月之间过日本国内便大受追捧。电影在欧洲的首映是在2011年10月8日在苏格兰举办的Scotland Loves Animation节上，并并获得了本节评委会特别奖。之后《萤火之森》陆续在英格兰Leeds International Film Festival、动画内容博览会和Anime Expo上放映，并拿下了第66届每日电影奖中的最佳动画电影奖。改编动画导演大森貴弘称这是一个“十年间爱的物语”。
2012年2月22日《萤火之森》动画电影的蓝光光碟和DVD在日本国内开始贩售。《萤火之森》动画电影在日本上映前的9月5日推出了带有纪念意义的、附加的四短篇故事单行本，在其中包含了与《萤火之森》相关联的《萤火之森·特别篇》。蓝光光碟和纪念意义的单行本上市后都很快就蹿升至当年9月5至11日Oricon销量榜第13位。佐倉綾音在为竹川萤配音时坦言她对这个故事产生了强烈的感情共鸣，绿川幸明确表示这个故事为他漫画生涯产生了积极意义。评论家们普遍地称赞了动画电影的美、单纯和柔情，并与宫崎骏和新海诚的作品联系了起来。

## 劇情大綱
迷路的少女螢無意間進入了妖怪居住的山神森林，遇見了戴著狐狸面具的少年銀。奇異的旅途，就此展開。他們在每年夏日聚首，又分離，然而，彼此間的羈絆卻隨著時間，一點一滴在彼此生命的時間軸上，深深地刻劃下痕跡。但是，唯一可惜的，是螢無法觸碰銀。被施加了法術的銀，被人類觸碰後，便會消失。
被帶離森林的螢問銀，因為過了許久而對方沒有回答時又起了風，螢有些膽怯，匆匆的說明天會帶謝禮過來，轉身就跑開，這時銀才回答。隔天，螢看到在等自己的銀，忍不住興奮而忘記不能碰觸銀而撲了過去，之後螢又被銀用木棒打了一記。從此，螢每年都期待著夏天，每年都期待著能再見到阿銀。年復一年，亭亭玉立的螢與阿銀之間的情愫，逐漸滋長。
在螢剛上高中那一年夏天，銀邀請螢去妖怪的夏日祭典，雖然螢看過妖怪，但是在一大群妖怪中會有些害怕，銀便說我會保護妳的。晚上去赴約的螢和銀一起參加祭典，祭典結束時他們如早上一般，漫步在叢林中，阿銀對螢說話時摘下了自己的面具戴到螢的臉上，隔著面具吻了螢的臉，笑著表示要送給螢面具。
這時有小孩從他們身邊跑過，一個小男孩不小心絆倒，銀出手拉住小男孩的手不讓他跌倒，看著小男孩離開後發現自己的手在發光，螢看到後驚覺那個小孩是人類，銀起初很驚訝，之後微笑的張開手臂表示他終於可以碰觸到螢了，螢跑向銀彼此擁抱並流下眼淚，過不到幾秒，銀消失了，螢抱著銀的衣服痛哭。森林裡的妖怪都很感謝螢，因為銀終於能夠碰觸別人，終於可以被擁抱。

## 人物介紹
- 銀（配音員 : 內山昂輝）

平時都戴著類狐狸面具，一旦被人類碰觸便會消失。由於嬰兒時期被拋棄在森林，後來受到山神大人的恩惠才得以存活。也因為山神大人施下的法術，導致銀既不是人類也不是妖怪，比較像是幽靈的存在，也不會老化。後來喜歡上螢。
- 竹川 螢（配音員 : 佐倉綾音）

有點天然呆的少女，六歲的夏天在森林裡迷路時，第一次與銀相遇。每到了暑假便會到爺爺家玩，藉此和銀碰面。後來喜歡上銀。
- 祖父 - 辻親八
- 母 - 沢田泉
- 亮太 - 田谷隼
- 影 - 山本兼平
- ブナの手 - 町田政則
- 獅子 - 後藤ヒロキ
- お面の子供・弟 - 今井麻美
- お面の子供・姉 - 内田愛美
- 祭り客の子供 - 田代久美子

## 创作
漫画作者綠川幸在《爱藏版》的螢火之森的后记中提到，相比她的其他作品，这个故事创作的构思来得更加容易。在已有的豐富漫畫創作经验上，綠川幸计划再挑戰撰写一个故事。在当她打算动工时，故事的构思突然间浮現於脑海。綠川幸为了留住这突如其來的构思，立马将之付诸于绘画创作。虽然随着情节的发展出现了与最初的构思相矛盾的地方，但总而言之她的进展还算顺利。
綠川幸本人繪畫更多风景画的内心渴望促成了《萤火之森》的诞生。她对于画一个男孩闪躲一个向他扑过来的女生的场景很感兴趣，也想画一个蓊郁、神秘的夏日森林场景，那样她就能够延展色调与阴影，再來，她想比她之前的作品多画一些宁静的暑假场景。她也急于为银这个角色创造一个面具，面具的整体样子類似狐狸的面孔，但狐狸那代表性的狭长雙眼则被鹅蛋形眼睛代替，使得这一面具有著狐狸和灵长类混合的“诡异”外貌感。

## 出版書籍
單行本
| 卷數 | 白泉社        | 白泉社             | 東立出版社    | 東立出版社             | 世界图书出版公司 | 世界图书出版公司       |
| 卷數 | 發售日期      | ISBN               | 發售日期      | ISBN                   | 發售日期         | ISBN                   |
| ---- | ------------- | ------------------ | ------------- | ---------------------- | ---------------- | ---------------------- |
| 全   | 2003年7月10日 | ISBN 4-592-17890-4 | 2004年4月25日 | ISBN 978-986-11-4066-7 | 2014年5月1日     | ISBN 978-7-5100-6951-2 |

愛藏版
| 卷數 | 白泉社       | 白泉社                 |
| 卷數 | 發售日期     | ISBN                   |
| ---- | ------------ | ---------------------- |
| 全   | 2011年9月5日 | ISBN 978-4-592-19840-6 |

## 剧场版动画
2011年3月就在电影制作进展过半时，一场大地震席卷日本。举国哀悼下，团队还是坚持继续完成电影的制作。导演大森貴弘希望让这部作品能帮到治愈受创需要时间恢复的国民。
在摘得每日电影最佳动画电影奖后，動畫製作人佐藤由美谈到是他的私自愿望推动了本作的动画化，他也很感谢能遇到这部作品。在2011年6月动画化的消息在日本公开。获评委会特别奖后，电影製作人之一的横山朱子表示最初计划不是改编为电影而是OVA，在原班人马制作的《夏目友人帐》大受欢迎的境遇下，制作组们更加坚信他们应将《萤火之森》制作为动画电影。电影便由Brain's Base公司制作，大森貴弘执导。配音启用了佐仓绫音和内山昂辉二人。在之前的一些作品上，横山朱子与大森貴弘之间有过合作经历。《萤火之森》的制作阵营并不庞大，有自身是短片的原因，也因为在制作时仅仅定位为面向本国影院。

### 工作人員
- 原作 - 綠川幸
- 導演、劇本 - 大森貴弘
- 人物設計、作画監督 - 高田晃
- 美術 - 渋谷幸弘
- 色彩設計・色指定・検査 - 宮脇裕美
- 攝影 - 田村仁
- 編輯 - 関一彦
- 音樂 - 吉森信
- 製作人 - 横山朱子、菅原弘文、三宅将典、京谷知美
- 動畫製作人 - 佐藤由美
- 動畫製作 - Brain's Base
- 製作 - 「螢火之森」製作委員会（Aniplex、白泉社、NAS、東京電視台）
- 配給 - Aniplex、NAS

### 主題曲
片尾曲〈夏を見ていた〉
作詞、作曲、編曲 - 吉森信 / 歌 - おおたか静流

### 播放電視台
| 播放地區 | 播放電視台 | 播放日期      | 播放時間                   | 聯播網    | 備註                                 |
| -------- | ---------- | ------------- | -------------------------- | --------- | ------------------------------------ |
| 東京都   | TOKYO MX   | 2013年1月1日  | 星期二 20時00分 - 20時50分 | 独立局    | 新年企画！                           |
| 日本全域 | AT-X       | 2013年8月4日  | 星期日 22時00分 - 23時00分 | CS放送    | 有重播                               |
| 日本全域 | Aniplex    | 2017年2月19日 | 星期日 22時30分 - 23時25分 | BS/CS放送 |                                      |
| 日本全域 | BS东视     | 2018年8月15日 | 星期三 00時00分 -          | BS放送    | 「夏目友人帳」動畫化10週年紀念特別篇 |

## 評價
2022年4月，《Paste (magazine)》評選前100名不限年份的最佳動畫電影，《螢火之森》排名第77名。

### 得獎
- Scotland Loves Animation 2011 審査員賞
- 第66回每日電影最佳動畫電影獎（日语：毎日映画コンクールアニメーション映画賞）

## 註腳
1. ↑  綠川幸 2011，第171頁.
2. 1 2  綠川幸 2003，第69頁.
3. 1 2  綠川幸 2003，第140頁.
4. ↑  Egan，DeMarco, Toussaint，Jason. . The Washington Post. 2022-04-27  [2022-04-27]. （原始内容存档于2021-01-02）.

## 外部連結
- 螢火之森官網 （页面存档备份，存于）（日語）
- 螢火之森的X（前Twitter）（日語）